# Peter 1. af Portugal
Peter 1. (portugisisk: Dom Pedro I), også kaldet Peter den Strenge eller den Retfærdige (portugisisk: o Cruel, o Justo), (8. april 1320 – 18. januar 1367) var konge af Portugal fra 1357 til 1367.
Peter var den tredje og eneste overlevende søn af Alfons 4. Han blev efterfulgt af sin søn Ferdinand 1.

## Eksterne links
- Wikimedia Commons har flere filer relateret til Peter 1. af Portugal

1. ↑  Navnet er anført på engelsk og stammer fra Wikidata hvor navnet endnu ikke findes på dansk.